# Исрити
Исрити (груз. ისრითი) — село в Грузии, на территории Ванского муниципалитета края (мхаре) Имеретия.

## География
Село находится в западной части Грузии, к востоку от реки Сулори, на расстоянии приблизительно 4 километров (по прямой) к востоко-юго-востоку от города Вани, административного центра муниципалитета. Абсолютная высота — 313 метров над уровнем моря.

## Население
По результатам официальной переписи населения 2014 года, в Исрити проживало 654 человека (319 мужчин и 335 женщин). В национальной структуре населения грузины составляли 99,8 %, русские — 0,2 %.
| Год  | Население, человек |
| ---- | ------------------ |
| 2002 | 1075               |
| 2014 | ↘ 654              |